# Limax gerhardti
Limax gerhardti is een slakkensoort uit de familie van de Limacidae. De wetenschappelijke naam van de soort is voor het eerst geldig gepubliceerd in 1937 door Niethammer.